# Spargania flavolimbarioides
Spargania flavolimbarioides är en fjärilsart som beskrevs av Paul Dognin 1894. Spargania flavolimbarioides ingår i släktet Spargania och familjen mätare. Inga underarter finns listade i Catalogue of Life.